# Дуго Село-Лукацько
Дуго Село-Лукацько (хорв. Dugo Selo Lukačko) — населений пункт у Хорватії, у Вировитицько-Подравській жупанії у складі громади Лукач.

## Населення
Населення за даними перепису 2011 року становило 570 осіб.
Динаміка чисельності населення поселення:

## Клімат
Середня річна температура становить 11,63 °C, середня максимальна – 26,98 °C, а середня мінімальна – -5,81 °C. Середня річна кількість опадів – 765 мм.
| Клімат поселення                              | Клімат поселення | Клімат поселення | Клімат поселення | Клімат поселення | Клімат поселення | Клімат поселення | Клімат поселення | Клімат поселення | Клімат поселення | Клімат поселення | Клімат поселення | Клімат поселення | Клімат поселення |
| Показник                                      | Січ.             | Лют.             | Бер.             | Квіт.            | Трав.            | Черв.            | Лип.             | Серп.            | Вер.             | Жовт.            | Лист.            | Груд.            |                  |
| Середній максимум, °C                         | 6,36             | 8,50             | 13,17            | 17,74            | 23,06            | 26,98            | 25,87            | 25,16            | 20,42            | 15,38            | 9,90             | 5,17             |                  |
| Середня температура, °C                       | 0,29             | 2,40             | 7,09             | 11,66            | 16,98            | 20,91            | 22,28            | 21,55            | 16,80            | 11,74            | 6,29             | 1,54             |                  |
| Середній мінімум, °C                          | −5,81            | −3,68            | 1,00             | 5,57             | 10,89            | 14,84            | 18,65            | 17,94            | 13,18            | 8,14             | 2,66             | −2,06            |                  |
| Норма опадів, мм                              | 45               | 40               | 47               | 60               | 74               | 89               | 73               | 77               | 65               | 65               | 74               | 56               |                  |
| Середньомісячна швидкість вітру, м/с          | 2.20             | 2.50             | 2.80             | 2.70             | 2.40             | 2.20             | 2.15             | 1.91             | 2.00             | 2.00             | 2.20             | 2.22             |                  |
| Середньомісячна сонячна радіація, кДж/м²·день | 4096             | 6865             | 10797            | 15277            | 19329            | 21450            | 22217            | 19705            | 14550            | 9006             | 4636             | 3394             |                  |
| --------------------------------------------- | ---------------- | ---------------- | ---------------- | ---------------- | ---------------- | ---------------- | ---------------- | ---------------- | ---------------- | ---------------- | ---------------- | ---------------- | ---------------- |
| Джерело:                                      |                  |                  |                  |                  |                  |                  |                  |                  |                  |                  |                  |                  |                  |